# Mussolet muntanyenc
El mussolet muntanyenc (Glaucidium gnoma) és una espècie d'ocell de la família dels estrígids (Strigidae). Habita boscos des del sud-est d'Arizona, cap al sud fins al sud de Mèxic. El seu estat de conservació es considera de risc mínim.